# Ongal-csúcs
Az Ongal-csúcs (Vrah Ongal \'vr&h 'on-g&l\) a Livingston-sziget Tangra-hegységénem a Levszki-hegyhát egyik éles hegycsúcsa. A hegycsúcsot először 2004. december 21-én mászták meg. Nevét az Első Bolgár Királyság a Duna és a Fekete-tenger közötti Ongal régiójáról kapta.

## Elhelyezkedése
A hegycsúcs a Levszki-csúcstól 550 méterre északra, a Zograf-csúcstól 1,8 km-re délkeletre, a Plana-csúcstól 2,5 km-re nyugat-délnyugatra van. (Bolgár topográfiai vizsgálatok, Tangra 2004/05 és 2005-ös térképezések).

## Külső hivatkozások
- SCAR Composite Antarctic Gazetteer.
- Referenciatérkép

## Fordítás
- Ez a szócikk részben vagy egészben  az   Ongal Peak című angol Wikipédia-szócikk ezen változatának fordításán alapul.  Az eredeti cikk szerkesztőit annak laptörténete sorolja fel. Ez a jelzés csupán a megfogalmazás eredetét és a szerzői jogokat jelzi, nem szolgál a cikkben szereplő információk forrásmegjelöléseként.